# Поповцы (Чаусский район)
Попо́вцы (бел. Папоўцы) — деревня в составе Сластёновского сельсовета Чаусского района Могилёвской области Республики Беларусь.

## Население
- 2010 год — 37 человек